# Drosophila prominens
Drosophila prominens är en tvåvingeart som beskrevs av Elmo Hardy 1965. Drosophila prominens ingår i släktet Drosophila och familjen daggflugor.
Artens utbredningsområde är Hawaii.